# Xian de Jiuzhaigou
Pour les articles homonymes, voir Jiuzhaigou.
Le xian de Jiuzhaigou (九寨沟县 ; pinyin : Jiǔzhàigōu Xiàn) est un district administratif de la province du Sichuan en Chine. Il est placé sous la juridiction de la préfecture autonome tibétaine et qiang d'Aba.
La réserve naturelle de la vallée de Jiuzhaigou, classée au patrimoine mondial de l'UNESCO, est située sur ce Xian.

## Démographie
La population du district était de 56 167 habitants en 1999.